# Perdita vandykei
Perdita vandykei är en biart som beskrevs av Timberlake 1956. Perdita vandykei ingår i släktet Perdita och familjen grävbin. Inga underarter finns listade i Catalogue of Life.